# Obrick
Ne doit pas être confondu avec Ibrick ou Obreck.
Obrick est une ancienne commune française du département de la Moselle, étant désormais rattachée à Virming.

## Histoire
Ce village dépendait de la seigneurie d'Hinguesange en 1682 et était annexe de la paroisse de Virming.
Chef-lieu communal jusqu'en 1812, Obrick est d'abord rattaché à Linstroff par un décret du 12 avril, puis à Grostenquin le 27 juillet. Plus tard, Obrick est finalement rattaché à Virming.

## Démographie
| 1793 | 1800 | 1806 |
| ---- | ---- | ---- |
| 129  | 148  | 152  |

## Lieux et monuments
- Chapelle-calvaire d'Obrick (1850), détruite en 1940.